# Tharpyna
Tharpyna es un género de arañas cangrejo de la familia Thomisidae. Fue descrito por el alemán Ludwig Carl Christian Koch en 1874.

## Especies
- Tharpyna albosignata L. Koch, 1876
- Tharpyna campestrata L. Koch, 1874
- Tharpyna decorata Karsch, 1878
- Tharpyna diademata L. Koch, 1874
- Tharpyna himachalensis Tikader & Biswas, 1979
- Tharpyna hirsuta L. Koch, 1875
- Tharpyna indica Tikader & Biswas, 1979
- Tharpyna munda L. Koch, 1875
- Tharpyna simpsoni Hickman, 1944
- Tharpyna speciosa Rainbow, 1920
- Tharpyna varica Thorell, 1890
- Tharpyna venusta (L. Koch, 1874)